# Колективизам
Колективизам у најширем смислу описује теоретски и практични приступ који највећи значај даје групи, а не појединцу. 
Колективизам се превасходно интересује за остваривање заједничких, општих, друштвених циљева. То значи да је опште добро увек испред интереса појединца, те да појединац мора да подреди своје интересе групи. Овакво мишљење највероватније потиче од веровања да у борби за опстанак група има више шанси од појединца.
Колективизам је и културолошки друштвени образац који је дубоко усађен у неким друштвима у Латинској Америци, Африци и Азији а подразумева високу међузависност индивидуа и породица. Стога се за те културе може рећи да су колективистичке.
Данас се под колективизом још и сматрају:
- Бољшевизам као совјетски облик комунизма
- Друга комунистичка уређења, пре свега кинеско
- Кибуцизам, добровољне заједнице у којима људи заједно обрађују земљу и деле имовину (пре свега у Израелу)
- Политичке теорије које подразумевају заједничку контролу над средствима за производњу

Данас је много баласта на појму колективизма. Многа недела су учињена у име „општих друштвених интереса“. Иако се већина особа понаша у неким ситуацијама индивидуалистички а у другим колективистички, често се колективизму даје негативна конотација.

## Антиколективисти
Појам „колективизам“ заправо најчешће користе његови противници. Они се слажу да је борба за опстанак и напредак најизгледнија у групи, али сматрају да су појединци најважнији елемент групе, те да њихов индивидуални напредак доприноси напретку групе. Најгласнији антиколективисти су поборници индивидуализма и објективизма. Они тврде да је колективизам „фаличан у теорији“ а „неморалан у пракси“.